# Micki DuPont
Michael „Micki“ DuPont (* 15. April 1980 in Calgary, Alberta) ist ein ehemaliger kanadischer Eishockeyspieler, der im Verlauf seiner aktiven Karriere zwischen 1996 und 2019 unter anderem sowohl sieben Jahre beim EV Zug und den Kloten Flyers in der Schweizer National League A (NLA) als auch sieben Jahre für die Eisbären Berlin in der Deutschen Eishockey Liga (DEL) auf der Position des Verteidigers gespielt hat. Mit den Eisbären Berlin gewann DuPont zweimal die Deutsche Meisterschaft.

## Karriere

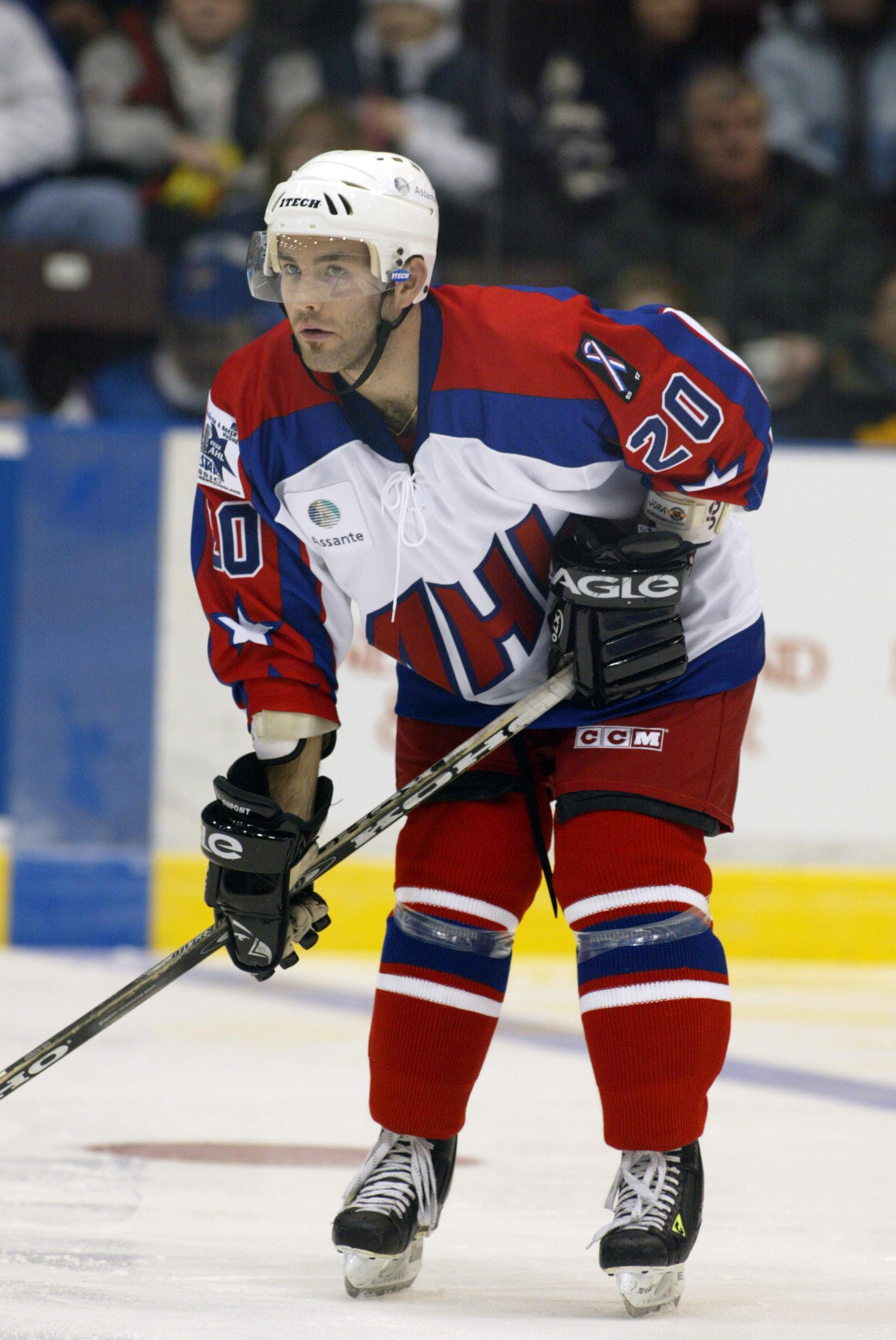
Micki DuPont beim AHL All-Star Classic (2002)

DuPont begann seine Karriere 1996 in der kanadischen Juniorenliga Western Hockey League bei den Kamloops Blazers, für die er bis zum Ende der Saison 1999/2000 aktiv war. Während des NHL Entry Draft 2000 sicherten sich die Verantwortlichen der Calgary Flames die Transferrechte an dem Rechtsschützen, als sie ihn in der neunten Runde an insgesamt 270. Position auswählten. Im Sommer 2000 wechselte er schließlich in die National Hockey League (NHL) zu den Flames, die ihn allerdings überwiegend in deren Farmteam, den Saint John Flames, in der American Hockey League (AHL) einsetzten. In zwei Spielzeiten kam er dort auf 18 NHL Spiele. Die Flames tauschten ihn schließlich mit den Pittsburgh Penguins, DuPont war dort jedoch ausschließlich für deren AHL-Farmteam Wilkes-Barre/Scranton Penguins aktiv. 
Es folgten drei Spielzeiten in der Deutschen Eishockey Liga (DEL) bei den Eisbären Berlin, mit denen er 2005 und 2006 die deutsche Meisterschaft feierte. 2006 unterschrieb DuPont einen Vertrag bei den Pittsburgh Penguins und verließ die Eisbären Berlin. Bei den Pittsburgh Penguins konnte er sich erneut nicht durchsetzen und kam nur dreimal zum Einsatz. Den Großteil der Saison absolvierte er bei den Wilkes-Barre/Scranton Penguins in der AHL. In der Saison 2007/08 absolvierte er zwei Partien für die St. Louis Blues. Bei den Peoria Rivermen absolvierte DuPont 66 Spiele. Zur Saison 2008/09 wechselte DuPont in die Schweiz und spielte für den EV Zug. Im November 2009 wurde bekannt, dass DuPont zur Saison 2010/11 für drei Jahre zu den Kloten Flyers wechselt. 2012 verlängerte er seinen Vertrag bis 2016, wechselte aber vor der Saison 2015/16 zurück zu den Eisbären Berlin in die Deutsche Eishockey Liga, wo er einen Einjahresvertrag unterschrieb. Nach der Spielzeit 2018/19 erhielt er beim Hauptstadt-Team kein neues Vertragsangebot. Zu diesem Zeitpunkt war DuPont mit insgesamt 74 Toren (264 Punkte) der erfolgreichste Torschütze auf der Position des Verteidigers für die Eisbären Berlin (zusammen mit Deron Quint).

### International
DuPont wurde bei der Weltmeisterschaft 2006 in der kanadischen Nationalmannschaft eingesetzt.

## Erfolge und Auszeichnungen
| - 2000 Bill Hunter Memorial Trophy - 2000 WHL West First All-Star Team - 2000 CHL Defenceman of the Year - 2000 CHL First All-Star Team - 2001 Calder-Cup-Gewinn mit den Saint John Flames - 2001 AHL All-Rookie Team - 2002 Teilnahme am AHL All-Star Classic - 2004 Deutscher Vizemeister mit den Eisbären Berlin - 2005 Deutscher Meister mit den Eisbären Berlin | - 2005 Teilnahme am DEL All-Star Game - 2006 Deutscher Meister mit den Eisbären Berlin - 2007 AHL First All-Star Team - 2008 Teilnahme am AHL All-Star Classic - 2012 Bester Verteidiger der National League A - 2012 NLA Media All-Star Team - 2012 Spengler-Cup-Gewinn mit dem Team Canada - 2014 NLA Media All-Star Team - 2018 Deutscher Vizemeister mit den Eisbären Berlin |

## Karrierestatistik

### International
Vertrat Kanada bei:
- Weltmeisterschaft 2006

(Legende zur Spielerstatistik: Sp oder GP = absolvierte Spiele; T oder G = erzielte Tore; V oder A = erzielte Assists; Pkt oder Pts = erzielte Scorerpunkte; SM oder PIM = erhaltene Strafminuten; +/− = Plus/Minus-Bilanz; PP = erzielte Überzahltore; SH = erzielte Unterzahltore; GW = erzielte Siegtore; 1 Play-downs/Relegation; Kursiv: Statistik nicht vollständig)